# Thiên Đường-grot

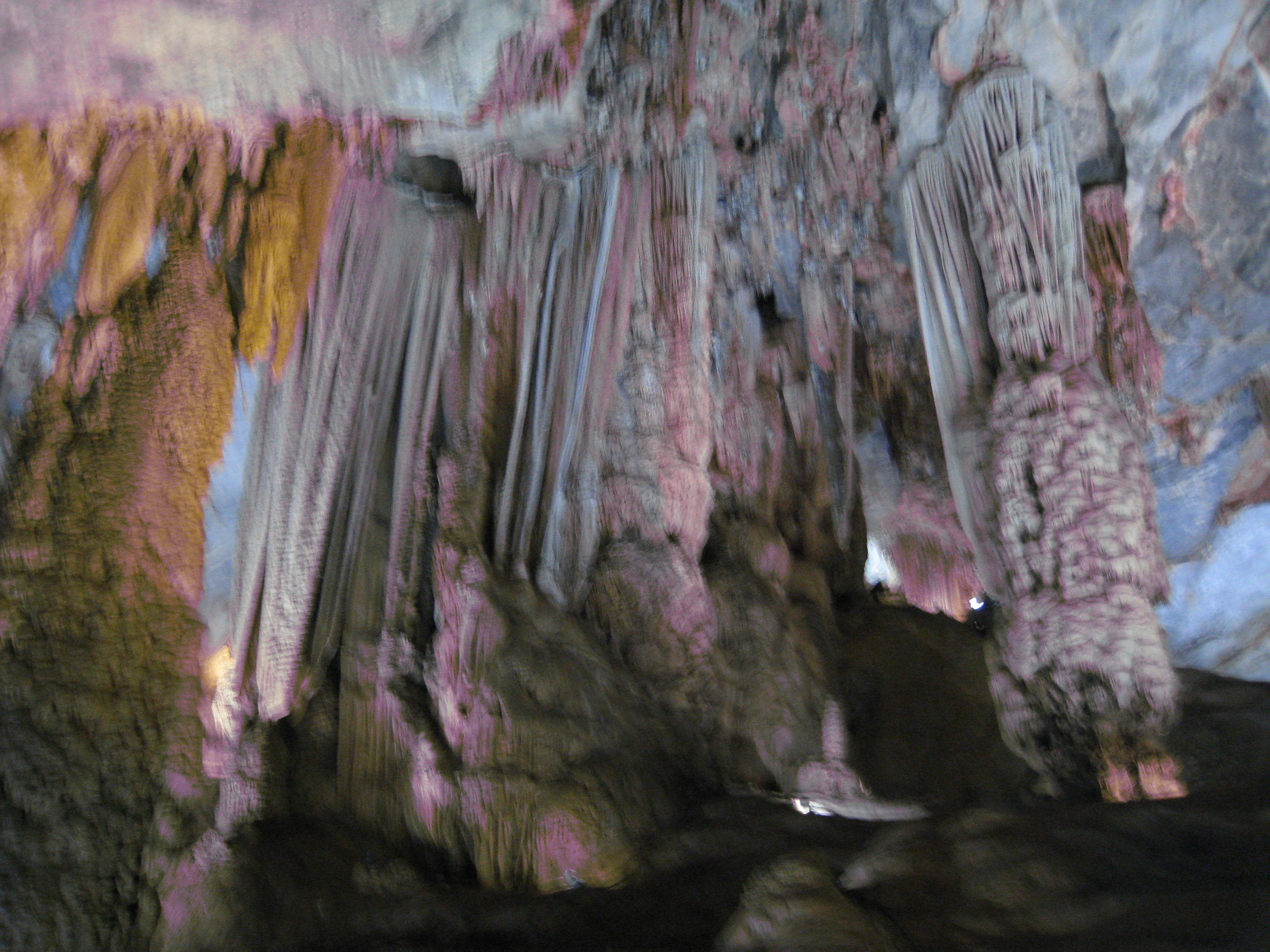
Thien Duong grot

Thien Duong (het paradijs) grot is een grot in Vietnam, 60 km ten noordwesten van Dong Hoi en 450 km ten zuiden van Hanoi. Deze is te vinden in het Nationaal park Phong Nha-Kẻ Bàng in de provincie Quang Binh in Vietnam, vlak bij de grens met Laos.
Ondanks het enorme formaat werd de grot pas in 2005 ontdekt en pas in 2010 in kaart gebracht. Onder de indruk van de schoonheid van de grot noemden de Britse ontdekkingsreizigers het "paradijs".
De Thien Duong bestaat uit een lange tunnel van meer dan vier kilometer lengte. Deze doorgang is tot wel 150 meter hoog en 100 meter breed. Op twee plaatsen is de tunnel ingestort waardoor er enorme gaten en puinkegels zijn ontstaan.
In de grot zijn enorme calcietstructuren te vinden waaronder kegels van wel 60 meter hoog. Het werd geopend voor toeristen vanaf 3 september 2010.

## Voetnoten
1. ↑  Paradise Cave found to be 31km long, says British explorer
2. ↑  Hang động Thiên Đường phá kỷ lục về độ dài
3. ↑  Thien Duong Cave – Magical mystery tour. Gearchiveerd op 11 augustus 2017. Geraadpleegd op 6 juli 2011.